# Erlensee (Bad Salzungen)
Der Erlensee ist eine natürliche, wassergefüllte Senke in Thüringen. Sie entstand vor Jahrhunderten als Erdfall. Die Besonderheit des Sees ist der hohe Salzgehalt im Wasser, er gilt neben dem benachbarten „Salzteich“ bei Immelborn als einzigartige offene Binnensalzstelle im Wartburgkreis und besitzt eine an diese extremen Bedingungen angepasste Halophytenflora, bisher konnten bereits 14 Arten nachgewiesen werden.

## Lage
Der Erlensee liegt auf der Gemarkungsgrenze Immelborn und Dorf Allendorf in der Flur „Salzwiesen“. Der Standort befindet sich auf 238,9 m ü. NN Höhe, in der überflutungsgefährdeten Werraaue, etwa 1,4 km östlich der Kernstadt von Bad Salzungen. Kaum 500 m südöstlich beginnt ein Abbaugebiet mit Kiesbaggerseen um Immelborn und Barchfeld.

## Geologie
Das Gebiet um den Erlensee ist von holozänen Aulehmen bedeckt. Der Erlensee gilt als Einbruchsee und entstand durch Auslaugung oberflächennaher Zechsteinsalze im Untergrund. Auf die wahrscheinlich bereits viele Jahrhunderte zurückliegende Entstehung folgte bis in die Gegenwart eine allmähliche Auffüllung mit Schwemmstoffeneinträgen bei Hochwasser. Der heutige Seegrund weist gegenwärtig eine etwa 2 m mächtige Schlammschicht auf.

## Naturschutz

### Naturschutzgebiet
Der Erlensee wurde bereits im Jahr 1940 auf Initiative der Natur- und Heimatschutzvereine Thüringens als Flächennaturdenkmal ausgewiesen. Die offene Wasserfläche des Sees betrug 1990 noch etwa 64 × 26 m, sie verkleinert sich auch durch die Ausbreitung des Schilfgürtels um den See.
Rund um den Erlensee bei Bad Salzungen befindet sich die wertvollste, großflächig unzerschnittene Wiesenlandschaft der Südthüringer Werraaue mit landesweiter Bedeutung für den Arten- und Biotopschutz. Bereits 1990 wurden hier ein Naturschutzgebiet „Erlensee-Salzwiesen“ und ein Landschaftsschutzgebiet „Werraaue“ einstweilig gesichert.
Der See ist als Naturdenkmal „Erlensee-Salzwiesen“  geschützt und wegen seiner in der Region seltenen Fülle an Salzpflanzen und spezialisierten Insekten Gegenstand wissenschaftlicher Untersuchungen. Durch die jährlich auftretenden Überschwemmungen in der Werraaue kommt es zu einem zeitweisen Wasseraustausch mit dem Flusswasser, der Salzgehalt im Brackwasser nimmt dann nach Abklingen der Überflutung auf natürliche Weise wieder zu.

### Schwingbodenmoor
Rings um den im Zustand der allmählichen Verlandung befindlichen See entsteht gegenwärtig ein Schwingboden-Moor. Ein Begehen des Geländes ist daher nur auf den angelegten Wegen möglich.

### Straßenbauprojekt mit Gefährdungspotential
Im Zusammenhang mit dem Bau der Umgehungsstraße, zugleich Neutrassierung der Bundesstraße 62, wurde vom Straßenbauamt eine Variante mit einem Fahrbahndamm quer zur Werraaue vorgeschlagen, die das empfindliche Ökosystem in der Werraaue extrem belasten könnte, da der Wasserabfluss durch den Damm behindert würde.